# Antonietta Olga Chotková
Komtesa Olga Chotková (27. července 1860 Velké Březno – 12. srpna 1934 Praha) byla řeholnice, představená ústavu Vincentinum.

## Život
Narodila se 27. července 1860 na Novém zámku ve Velkém Březně jako nejmladší dítě Antonína Chotka, příslušníka velkobřezenské větve rodu Chotků z Chotkova a Vojnína, a Olgy roz. Moltke. Jejími sourozenci byli Karel Chotek (1853–1926) a Marie provdaná Nostitz-Rieneck (1855–1941).
Od mládí Olga tíhla k duchovnímu životu a charitativní činnosti.
Zasloužila se o vystavění kaple Božského Srdce Páně ve Velkém Březně, vysvěcené roku 1893, dnes již neexistující.
Roku 1896 vstoupila jako kandidátka do kláštera Kongregace Milosrdných sester sv. Karla Boromejského, kde přijala řeholní jméno Antoinetta a roku 1898 složila slavné řeholní sliby.
Roku 1899 jmenována první představenou Domu milosrdenství Vincentinum, který sestry boromejky převzaly od kongregace šedých sester. Za pomoci darů zejména od příslušníků rodu Nostitzů získaly pro Vincentinum nové prostory v břevnovské Petynce. Řádové sestry se tu staraly o nemocné a hendikepované dospělé i děti.